# Wilhelm Kaupp
Wilhelm Kaupp (ur. 1905, zm. 12 listopada 1948 w Landsberg am Lech) – zbrodniarz hitlerowski, członek załogi obozu koncentracyjnego Mauthausen-Gusen i SS-Rottenführer.
Przed II wojną światową pracował jako malarz i farmer. Następnie służył w hitlerowskiej Luftwaffe, skąd został przeniesiony do SS i 1 września 1944 przydzielony do personelu obozu Gusen. Kaupp pełnił tam służbę jako strażnik i kierownik komanda więźniarskiego do 8 kwietnia 1945. Miał na sumieniu życie wielu więźniów, których mordował z błahych powodów.
Wilhelm Kaupp został osądzony w dziewiętnastym procesie załogi Mauthausen-Gusen przed amerykańskim Trybunałem Wojskowym w Dachau. Skazano go na karę śmierci przez powieszenie. Wyrok wykonano 12 listopada 1948 w więzieniu Landsberg.